# Alla Alexandrowna Butowa
Alla Alexandrowna Butowa (russisch Алла Александровна Бутова, wiss. Transliteration Alla Aleksandrovna Butova; * 22. Januar 1950 in Iwanowo; † 24. September 2016 ebenda), verheiratete Alla Alexandrowna Bujanowa war eine sowjetische Eisschnellläuferin.
Butowa, die für den Dynamo Iwanowo startete, trat international erstmals im Januar 1968 beim Dynamo Cup in Berlin in Erscheinung, wo sie den 17. Platz im Mini-Mehrkampf errang. In der Saison 1971/72 belegte sie in Sapporo bei ihrer einzigen Teilnahme an Olympischen Winterspielen den achten Platz über 500 m und bei der Sprintweltmeisterschaft 1972 in Eskilstuna den 15. Rang. Zudem erreichte sie mit dem zweiten Platz im Sprint-Mehrkampf ihr bestes Ergebnis bei sowjetischen Mehrkampfmeisterschaften. Im folgenden Jahr errang sie bei der Sprintweltmeisterschaft in Oslo den 21. Platz. Letztmals international startete sie in der Saison 1973/74. Nach ihrer sportlichen Karriere war sie an der Sportschule in Iwanowo als Lehrerin und Trainerin tätig.

## Persönliche Bestzeiten
| Disziplin | Zeit        | Datum           | Ort    |
| --------- | ----------- | --------------- | ------ |
| 500 m     | 43,86 s     | 17. Januar 1970 | Almaty |
| 1000 m    | 1:32,36 min | 9. Januar 1970  | Almaty |
| 1500 m    | 2:23,65 min | 17. Januar 1970 | Almaty |
| 3000 m    | 5:06,42 min | 18. Januar 1970 | Almaty |